# 东关乡
东关乡，是中华人民共和国贵州省毕节市大方县下辖的一个乡镇级行政单位。2019年8月8日，原东关乡的大寨社区划归九驿街道管辖。

## 行政区划
东关乡下辖以下地区：
罗寨村、朝中村、金坪村、马鞍村、田坪村、大寨村、七家田村、龙泉村、半冲村和合中村。